# Gornji Drenovac
Gornji Drenovac (em cirílico: Горњи Дреновац) é uma vila da Sérvia localizada no município de Žitorađa, pertencente ao distrito de Toplica, na região de Toplica. A sua população era de 330 habitantes segundo o censo de 2011.

## Demografia
| 1948 | 1953 | 1961 | 1971 | 1981 | 1991 | 2002 | 2011 |
| ---- | ---- | ---- | ---- | ---- | ---- | ---- | ---- |
| 920  | 949  | 802  | 718  | 678  | 505  | 420  | 330  |